# Epicadus granulatus
Epicadus granulatus är en spindelart som beskrevs av Banks 1909. Epicadus granulatus ingår i släktet Epicadus och familjen krabbspindlar.
Artens utbredningsområde är Costa Rica. Inga underarter finns listade i Catalogue of Life.